# Ascleropsis excellens
Ascleropsis excellens es una especie de coleóptero de la familia Oedemeridae.

## Distribución geográfica
Habita en Asia menor.